# マウント・アスパイアリング国立公園
マウント・アスパイアリング国立公園（Mount Aspiring National Park）は
ニュージーランドの南島にある国立公園の一つ。1990年、フィヨルドランド国立公園、アオラキ/マウント・クック国立公園、ウェストランド/タイ・ポウティニ国立公園とともに、テ・ワヒポウナム-南西ニュージーランドの構成遺産の1つとして、ユネスコの世界遺産（自然遺産）に登録された。

## 地理
1960年、ニュージーランド10番目の国立公園として地域が政府に登録された。面積は3,555km²で南アルプス山脈南端にある。公園は、南アルプス山脈の分水嶺の両側に広がる。
公園内には、3027 mの高さを誇るアスパイアリング山がそびえる。他にもポラックス山（2542m）、ブリュースター山（2519m）などの高い山脈を抱える。
国立公園の北の境界は、ハースト川であり、南の境界は、フィヨルドランド国立公園となる。

## 歴史
マウント・アスパイアリング国立公園の一帯に、最初に踏み入れたのは、マオリ族の人々であり、彼らは、食料とヒスイ（マオリ語:pounamu）を探していた。彼らの道のりは、現在、ハースト・パスとして知られる。

## 生態系
標高が低いところは、ブナ林が広がる。ローランドリボンウッドも自生しており、ニュージーランド固有種である。森林限界を越えると草地が展開しており、マウンテンバターカップやキク科の植物が自生する。
国立公園内には、ニュージーランド固有の鳥類が多く住む。具体的には、イワサザイ、ミヤマオウム、ミドリイワサザイ、ニュージーランドミツスイ、ニュージーランドコマヒタキ、キガシラアオハシインコ、キイロモフアムシクイ（マオリ語：mohua）、ニュージーランドヒタキ、ニュージーランドオウギビタキ、ニュージーランドバトなどは、人目に容易に見ることができる野鳥である。それ以外にも、夜になると、ミゾクチコウモリなどの在来種のコウモリやニュージーランドアオバズクの活動が活発となる。峡谷には、アオヤマガモとクロアカツクシガモが住む。
外来種はオジロジカ、アカシカ、シャモア、ポッサム、ネズミ、オコジョ、ブラウントラウト、ニジマスなどがいる。